# اوگنیا فوتیدا
اوجن فوتیدا (نام علمی: Eugenia foetida) نام یک گونه از سرده اوجن است.